# Alcides metaurus
Alcides metaurus là một loài bướm đêm thuộc họ Uraniidae. Chúng ở phía bắc nhiệt đới Queensland.
Sải cánh dài khoảng 100 mm. Con lớn màu đen với các dải màu vàng và hồng.
Ấu trùng ăn nhiều loài Euphorbiaceae khác nhau, bao gồm Endospermum medullosum, Endospermum myrmecophilum và Omphalea queenslandiae.

## Hình ảnh

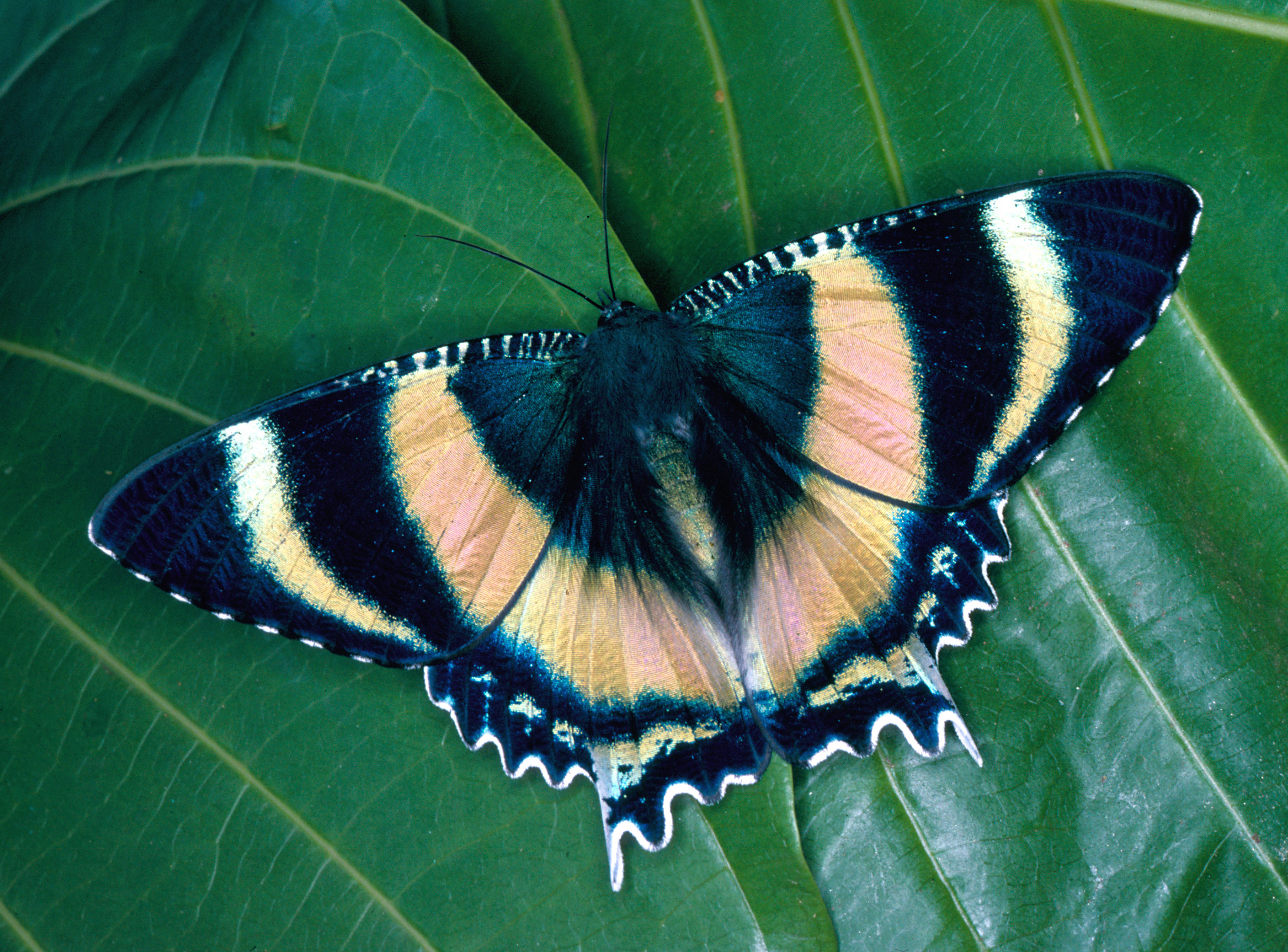